# InterCity (Hongrie)
 (septembre 2022).
Si vous disposez d'ouvrages ou d'articles de référence ou si vous connaissez des sites web de qualité traitant du thème abordé ici, merci de compléter l'article en donnant les références utiles à sa vérifiabilité et en les liant à la section « Notes et références ».

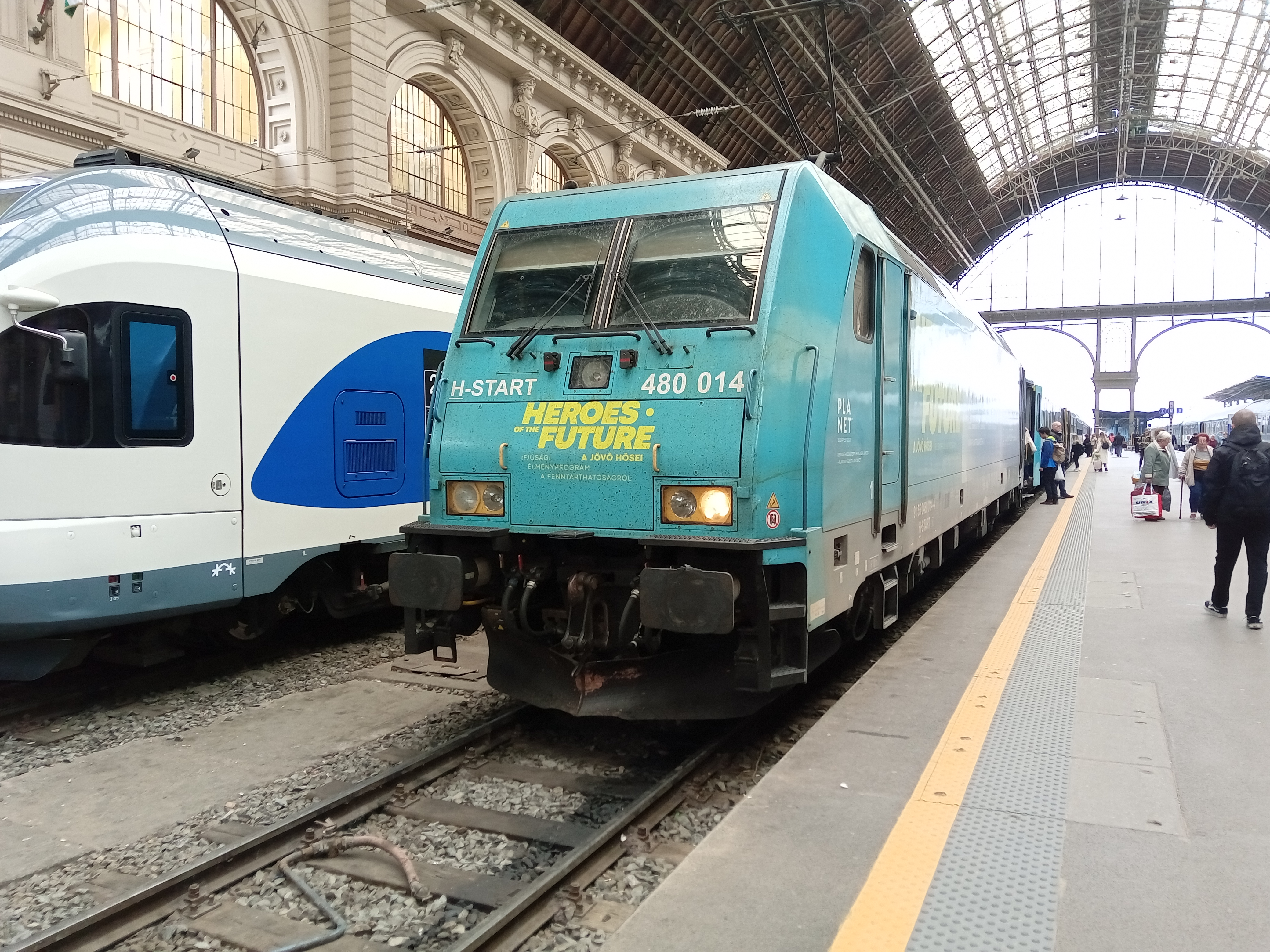
Train InterCity à la gare de Budapest-Keleti.

InterCity désigne en Hongrie une catégorie de voitures voyageurs du réseau ferroviaire national. Elle fait partie du réseau européen InterCity, dont la vocation est de relier entre elles des villes de dimension européenne.
Le premier InterCity hongrois est lancé le 2 juin 1991 par la MÁV entre Budapest et Miskolc. Le deuxième du genre est mis en service le 27 septembre 1992 entre Budapest et Nyiregyhaza. Progressivement, le réseau hongrois d'InterCity dessert les localités de Pécs, Szeged, Sopron et Szombathely. En 1997, des InterCity remplacent, notamment vers Kaposvár et Békéscsaba, les voitures sous le sigle de l'Expresszvonat. Le GySEV, petite compagnie austro-hongroise, possède sa propre flotte d'InterCity.